# 青岛文昌鱼
青岛文昌鱼（学名：Branchiostoma tsingdauense）一种分布于中国山东省沿海的文昌鱼，隶属于文昌鱼科文昌鱼属。 

## 分类地位
本种最早于1936年由中国学者张玺和顾光中等人在青岛胶州湾发现，当时鉴定为白氏文昌鱼（Branchiostoma belcheri）的一个新变种，定名为Branchiostoma belcheri var. tsingdauense。1958年，山东大学的周才武比较青岛、烟台和厦门、海南的文昌鱼形态特征后提出，中国南方和北方的文昌鱼已出现了明显的分化，将本种定位为白氏文昌鱼青岛亚种（Branchiostoma belcheri tsingdauense）。21世纪初，有学者通过系统分类学研究和形态特征分析，支持本种提升为独立物种。然而目前仍有很多资料将本种视为白氏文昌鱼青岛亚种。
亦有文献认为青岛文昌鱼是日本文昌鱼的同物异名。

## 形态特征
青岛文昌鱼平均体长约37.42毫米，平均体高3.67毫米。平均肌节总数67条，平均生殖腺数24.88，口笠触须平均为41.76，背鳍条数平均为310.60，腹鳍条数平均为59.12。